# Yūya Nakasaka
Yūya Nakasaka (jap. 中坂勇哉 Nakasaka Yūya; ur. 5 sierpnia 1997 w prefekturze Tokushima) – japoński piłkarz występujący na pozycji pomocnika.

## Kariera piłkarska
Od 2016 roku występował w Vissel Kobe.